# Brauerei G.A. Bruch
La Brauerei G.A. Bruch est une brasserie à Sarrebruck, dans le Land de Sarre.

## Histoire
La brasserie est fondée en 1702 par Johannes Daniel Bruch, elle est la plus ancienne brasserie de la Sarre et de la région. Le premier site de la société se trouve dans le restaurant "Zum Stiefel" sur le marché Saint-Jean dans la vieille ville de Sarrebruck jusqu'en 1850. En 1899, l'arrière-grand-père de l'actuel propriétaire, Thomas Bruch, construit la nouvelle brasserie Bruch au Scheidter Strasse 24–42 à Sarrebruck. Le 18 avril 1900, la société est inscrite au registre du commerce du tribunal de grande instance de Sarrebruck. Grâce aux dernières technologies de l'époque, il fut désormais possible de garantir une meilleure qualité de bière et un approvisionnement permanent en bière. Aujourd'hui, la brasserie avec une vingtaine d'employés a une production annuelle d'environ 30 000 hectolitres.
Le 27 juin 2018, la brasserie dépose sa déconfiture en raison d'un remboursement d'impôt de plusieurs centaines de milliers d'euros. À la suite d'un prêt, il n'y a ni licenciement ni baisse de salaire. À la suite de la pandémie de COVID-19 et de la baisse des ventes associée, la déconfiture est abandonnée et la société entame une procédure de faillite régulière.

## Production
En plus de la Bruch No.1, une pils classique, la brasserie produit divers types de bière, comme la Bruch Zwickel (une zwickelbier naturellement trouble), la Bruch Weizen (une weizenbier naturellement trouble), la SaarGold (une helles) et la Landbier 1702 (une dunkel). Elle produit aussi un panaché avec du cola et un autre sans alcool.
Depuis 2008, Bruch prépare la Bruch Weizen, une weizenbier qui, en plus des célèbres bouteilles d'un demi-litre, est également embouteillée dans des Steinieforms de trois litres.
En 2011, la brasserie produit de nouveau pour la première fois la Wadgasser Klosterbräu, une bière de saison, une bock avec un moût original plus élevé. Le millésime 2012 est lancé mi-décembre 2011 dans une quantité de 100 hectolitres. Une autre bière de saison est la Festbock, une bock forte en hiver.
Les bières sont principalement vendues dans la région de Sarrebruck et dans toute la Sarre. Il n'y a pas de vente en dehors de la Sarre.